# 威廉·柯克·英格利希
威廉·柯克·英格利希（英語：William Kirk English，1929年1月27日—2020年7月26日），是美國的電腦工程師，在任職國際斯坦福研究所擴增研究中心期間，對開發電腦用滑鼠做出貢獻，後來他進入全錄帕羅奧多研究中心和昇陽電腦服務。

## 早年
威廉·柯克·英格利希於1929年1月27日在美國肯塔基州萊辛頓出生，是哈利·英格利希（Harry English）和卡洛琳（葛雷）英格利希（Caroline (Gray) English）之子，有兩個同父異母的兄長。哈利·英格利希是管理煤礦的電器工程師，而卡洛琳是家庭主婦。威廉就讀亞利桑那州的一所寄宿學校，之後於肯塔基大學學習電氣工程 學習電氣工程。

## 職業生涯
英格利希在美國海軍服役至1950年代後期，軍旅生涯使他曾在加利福尼亞北部和日本任職。1960年代，英格利希進入國際斯坦福研究所研究磁鐵，並和翰威特·克拉內製造了首批全磁算術邏輯單元。1964年，他進入道格拉斯·恩格爾巴特創辦的擴增研究中心，是該機構的首位成員。

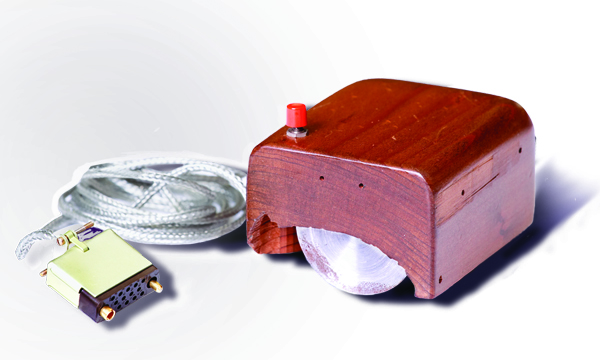
SRI電腦滑鼠，由道格拉斯·恩格爾巴特設計，英格利希製造

英格利希和道格拉斯·恩格爾巴特在1963年製作出第一顆電腦滑鼠，根據恩格爾巴特的筆記，英格利希製作出了滑鼠的原型，並且是首位使用滑鼠的人。1965年，英格利希是一項NASA資助的專案的領導人，該項專案的用意是評估於計算機顯示器上選擇一個點的最佳方案，而滑鼠成了最佳方案。在1968年的所有演示之母中，英格利希展示了滑鼠和其他技術，尤其是他構思的方案達成了將舊金山市政禮堂的終端連結到距離30英里（48）之外、位於SRI的主機上，並傳輸聲音和影像。
1971年，英格利希離開國際斯坦福研究所，進入全錄帕羅奧多研究中心服務。任職期間，他開發了一種滾球滑鼠，滑鼠內的滾球代替了原先的一組輪子。
1989年，英格利希進入昇陽電腦服務。
英格利希於2020年7月26日於加利福尼亞州聖拉菲爾過世，死因為呼吸衰竭。